# Parabaryssinus
Parabaryssinus es un género de escarabajos longicornios de la tribu Acanthocinini que contiene una sola especie, Parabaryssinus lineaticollis. La especie fue descrita por Gounelle en 1910.
Se distribuye por Colombia y Ecuador. Mide aproximadamente 8-10,2 milímetros de longitud.